# Flamand nyelv
A flamand nyelv (saját nevén a Vlaams, mely történetesen megegyezik a holland névvel) a nyugati germán nyelvek egyike, de a nyelvtudomány álláspontja szerint gyakorlatilag teljesen azonos a hollanddal. Nyelvi titulusa számos különböző dologtól függ: akik flamand nemzeti érzelműek rendszerint állítják a flamand nyelv létezését is, mások viszont úgy tartják, hogy a flamand a holland nyelv elnevezése Belgiumban. Ezért létezik olyan elnevezés is, hogy belgiumi holland nyelv. Alapjában véve két változata van: a Belgiumban használt flamand, amely a hivatalos közegek és tanintézmények nyelve, de a holland irodalmi nyelvvel ez teljesen azonos, csak pár helyi jellegzetességet és apróbb hangtani eltérést mutat. A franciaországi flamandok nyelvjárásában sok a francia nyelvből származó jövevényszó, ennek ellenére az ottani flamand nyelvjárás nem különbözik úgy, hogy a belgiumiak és a hollandok ne lennének képesek megérteni. A flamand nyelv viszonya a hollandhoz erősen hasonlít az ausztriai és németországi német vagy a moldáv és román nyelv esetére.

## A flamand hollandhoz való viszonya
A flamand Belgium többségi nyelve. A hollandtól főleg az írott formától kevésbé eltérő kiejtésében különbözik, illetve a nyelvjárásainak vannak kisebb lexikai és kiejtésbeli differenciái. A holland-belga határ két oldalán beszélt flamand és holland nyelvjárások teljes mértékben megegyeznek.
A holland sztenderd nyelv a közép-hollandiai tartományokban beszélt nyelvjáráson alapul, de a brabanti flamand nyelvjárásból is sokat kölcsönzött. A holland és flamand irodalmi nyelv helyesírása is szinte azonos.
Szókincsét tekintve a belgiumi flamandnak is vannak francia, illetve vallon jövevényszavai (ironikus módon azonban ez sem tér el a franciától), ami nem jellemző a brabanti nyelvjárásra, minthogy az is alkotó eleme lett a holland írott normának. Mindenesetre az észak-holland nyelvjárások között több különbséget lehet kimutatni a lexikában, mint a holland és a flamand között.
Írásos forrásokból azonban kimutatható, hogy évszázadokkal ezelőtt a mai Belgiumban beszélt nyelvjárások még eléggé eltértek a Németalföld északabbi részén beszélt dialektusoktól. A flandriai városoknak mind megvoltak a maguk nyelvjárásai. A 19. században kialakuló németalföldi irodalmi nyelv azonban könnyen homogenizálódhatott, hisz szoros kapcsolat volt az itteni városok, közösségek és tartományok között, azonkívül a sík alföldi terület is mindinkább segítette ezt a folyamatot.
Hendrik Conscience 19. századi író volt az, aki a független Belgiumban először alkotott flamand nyelven, addig az országban a francia volt az uralkodó nyelv, míg a flamand nyelv megvetés tárgya volt. Conscience így akarta öntudatukra ébreszteni a flamandokat, nehogy elfranciásodjanak. Az úgynevezett flamand mozgalom Flandria autonómiájáért küzdött Belgiumon belül és az oktatásban a holland nyelv bevezetését sürgette, mert a flamandot azonosnak ítélte a hollanddal.
Az utóbbi években költők, nemzeti érzelmű politikusok, értelmiségiek egy része is szorgalmazta a flamand és a holland megkülönböztetését, ezért a flamand írott nyelvben is igyekeznek felerősíteni a helyi sajátosságokat. Mások viszont a teljes egyesülést szorgalmazzák a hollanddal. A flamand nyelven kiadott könyvek, újságok, vagy akár filmek a hollandok számára egyaránt nézhető, élvezhető termékek.
A 20. század 90-es éveiben egy újfajta sajátos nyelvjárás kezdett kialakulni Flandria vidékein, a tussentaal, amelyben a flamand és a holland tulajdonságai keverednek. Ezt a nyelvjárást a városi réteg lekicsinylően kezeli.